# Slowenische Badmintonmeisterschaft 2018
Die Slowenische Badmintonmeisterschaft 2018 fand vom 3. bis zum 4. Februar 2018 im Športna dvorana Krim in Ljubljana statt.

## Medaillengewinner
| Disziplin    | Gold                      | Silber                    | Bronze                       |
| ------------ | ------------------------- | ------------------------- | ---------------------------- |
| Herreneinzel | Miha Ivanič               | Andraž Krapež             | Matevž Bajuk                 |
| Herreneinzel | Miha Ivanič               | Andraž Krapež             | Martin Cerkovnik             |
| Dameneinzel  | Kaja Stanković            | Petra Polanc              | Ema Cizelj                   |
| Dameneinzel  | Kaja Stanković            | Petra Polanc              | Iza Šalehar                  |
| Herrendoppel | Matevž Bajuk Mitja Šemrov | Aljoša Turk Urban Turk    | Andraž Krapež Tilen Zalar    |
| Herrendoppel | Matevž Bajuk Mitja Šemrov | Aljoša Turk Urban Turk    | Martin Cerkovnik Miha Ivanič |
| Damendoppel  | Iza Šalehar Lia Šalehar   | Urška Polc Kaja Stanković | Nika Arih Petra Polanc       |
| Damendoppel  | Iza Šalehar Lia Šalehar   | Urška Polc Kaja Stanković | Jerca Bajuk Ema Cizelj       |
| Mixed        | Miha Ivančič Petra Polanc | Luka Petrič Urška Polc    | Mitja Šemrov Jerca Bajuk     |
| Mixed        | Miha Ivančič Petra Polanc | Luka Petrič Urška Polc    | Aljoša Turk Ema Cizelj       |